# Fabienne Reuteler
Fabienne Reuteler (Uster, 2 september 1979) is een voormalig snowboardster uit Zwitserland. Ze vertegenwoordigde haar vaderland op de Olympische Winterspelen 2002 in Salt Lake City. 
Reuteler liep na de bevalling van haar dochter verschillende zware zwangerschapscomplicaties op, waaronder interne bloedingen en orgaanfalen,  hierdoor werd ze twee maanden in een kunstmatige coma gehouden. Doktoren voorspelden dat ze hieraan zware schade zou overhouden. Echter tegen alle verwachtingen in herstelde ze wonderbaarlijk goed en hield ze er alleen gehoorschade aan één oor aan over.

## Resultaten

### Olympische Winterspelen
| Jaar | Plaats         | Resultaten |
| ---- | -------------- | ---------- |
| 2002 | Salt Lake City | Halfpipe   |

### Wereldkampioenschappen
| Jaar | Plaats               | Resultaten  |
| ---- | -------------------- | ----------- |
| 2001 | Madonna di Campiglio | 4e Halfpipe |
| 2003 | Kreischberg          | Halfpipe    |

### Wereldbeker
Eindklasseringen
| Seizoen   | Algemeen          | Halfpipe           |
| --------- | ----------------- | ------------------ |
| 2000/2001 | 41e 251,00 punten | 9e 2260,00 punten  |
| 2001/2002 | -                 | 25e 1022,00 punten |
| 2002/2003 | -                 | 18e 1100,00 punten |
| 2003/2004 | -                 | 14e 1700,00 punten |

Wereldbekerzeges
| Datum          | Plaats | Onderdeel |
| -------------- | ------ | --------- |
| 16 maart 2001  | Ruka   | Halfpipe  |
| 9 januari 2002 | Arosa  | Halfpipe  |